# Stake.com
스테이크(Stake)는 호주계-퀴라소의 온라인 카지노이다. 온라인 카지노 라이센스를 보유하고 있는 퀴라소에 설립된 회사인 미디움 레어 NV에 의해 운영되고 있다. 세르비아, 호주, 키프로스에 사무실을 두고 전 세계적으로 직원을 둔 글로벌 회사이다.

## 역사
2016년, 에드 크레이븐과 비잔 테흐라니는 온라인 카지노용 게임을 개발하는 회사인 Easygo를 설립했다. 그리고 두 사람은 Stake을 2017년에 만들었다.
2021년 12월, Stake은 TGP Europe과 파트너쉽을 맡고 영국에서 출시되었다.
2022년 8월 1일, 미국 플레이어들에게 서비스를 제공하기 위해 Stake.us가 개설되었다.
2023년 6월, 맨해튼의 연방 판사는 관할권 문제로 인해 Stake을 상대로 제기된 5억 8천만 달러 규모의 소송을 기각하였다. 원고인 크리스토퍼 프리먼(Christopher Freeman)은 크레이븐과 테흐라니의 초창기 동료였으며, 자신이 사업에서 문을 닫았고 불법적인 전술을 사용하여 사업을 잘못 이끌었다고 주장했다.
2023년 9월 4일, 명백한 해킹으로 인해 회사의 이더리움 지갑 중 하나에서 US$4100만 이상의 자금이 도난당했다. 연방수사국(FBI)은 이번 해킹이 북한의 라자루스 그룹의 소행으로 지목됐다고 밝혔다.

## 제공
Stake은 전통적인 카지노 게임 (슬롯, 블랙잭, 룰렛 등)과 스포츠 베팅을 제공한다. 그리고 실시간 딜러와 함께 영상 스트림을 제공한다.
Stake 사용자는 일반적으로 베팅 계정에 대해 기존 통화(화폐)가 아닌 암호화폐로 거래한다. 계좌 잔액은 암호화폐와 동등한 가치로 출금된 후 다시 사용자의 개인 암호화폐 지갑에 입금되는 형식이다. 단, Stake 영국 사이트 사용자는 법정화폐로만 거래한다.

## 협찬
Stake은 UFC 파이터인 이스라엘 아데산야, 영국 축구 팀인 질링엄, 왓퍼드, 에버턴, 인도 축구 클럽인 뭄바이 시티, 아르헨티나 축구 선수인 세르히오 아궤로, 포뮬러 원 예비 드라이버인 피에트로 피티팔디와 포뮬러 2 드라이버이자 그의 형제인 엔조 피티팔디, 캐나다 음악가인 드레이크, 게나디 골로브킨 대 료타 무라타 권투 경기를 포함하여 여러 스포츠에 걸쳐 스폰서 계약에 투자하였다.
2023년 1월, 알파 로메오 F1 팀은 Stake가 여러 년 계약의 타이틀 스폰서가 될 것이라고 발표했으며 팀 이름을 "알파 로메오 F1 팀 스테이크"로 변경하였다. 알파 로메오가 2023년 시즌이 끝날 무렵 포뮬러 원을 떠난 후에도 자우버와의 스폰서 계약은 지속되었다. 자우버는 2024년에 들어와 2025년 시즌에 "스테이크 F1 팀 킥 자우버"로 들어갈 것이지만 일상적으로는 "스테이크 F1 팀"으로 활동한다.